# Heinz Auerswald (Jurist)

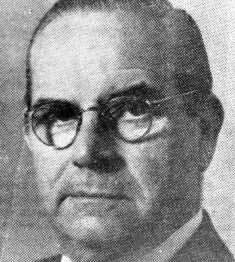
Heinz Auerswald

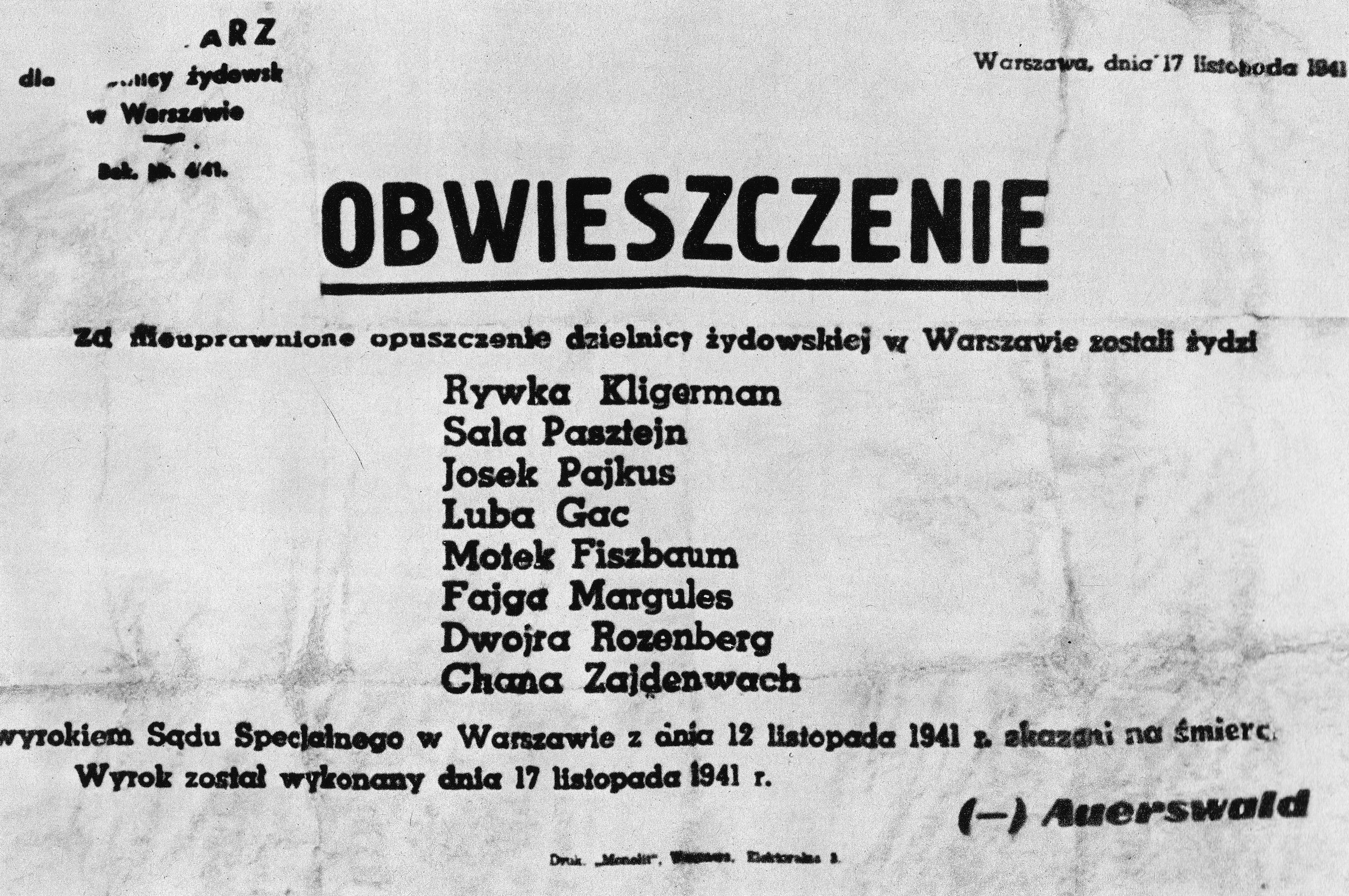
Bekanntgabe von Heinz Auerswald, dass acht Juden wegen Verlassens des Warschauer Ghettos hingerichtet worden sind

Heinz Auerswald, auch: Heinz Auerwald, (* 26. Juli 1908 in Berlin; † 5. Dezember 1970 in Düsseldorf) war ein deutscher Jurist und während des Zweiten Weltkriegs Kommissar des Warschauer Ghettos.

## Frühe Jahre
Auerswald wurde als Sohn eines Berliner Werkmeisters geboren. Seine ersten Lebensjahre verbrachte er mit seiner Mutter oft auf dem Lande bei Verwandten. Er besuchte die Volksschule und die Oberrealschule in Berlin-Moabit, bevor er 1927 sein Abitur machte. Danach war er 3½ Jahre bei der Firma Knorr-Bremse AG in Berlin angestellt, bevor er mit dem Jurastudium begann, das er mit der Promotion abschloss und daraufhin als Anwalt in Bremen arbeitete.
Zum 7. Juni 1933 wurde er Mitglied der SS (SS-Nummer 216.399). Am 22. April 1934 stieg er zum SS-Staffel-Mann auf, am 10. September 1935 zum SS-Staffel-Sturmmann und seine SS-Karriere endete mit dem Erreichen des SS-Unterscharführers am 20. April 1937. 1935 legte er auch die große juristische Staatsprüfung ab. Zum 1. Mai 1937 trat er in die NSDAP ein (Mitgliedsnummer 4.830.479). Im selben Jahr meldete er sich als Freiwilliger für die Wehrmacht, wurde aber als SS-Angehöriger an die Schutzpolizei abgetreten. Seit 1938 war er auch zugelassener Anwalt am Berliner Kammergericht. Seinen Dienst bei der Schutzpolizei leistete er im September und Oktober 1938, wo er am Einsatz im Sudetenland teilnahm, sowie in der Zeit von August 1939 bis Februar 1940 im „Abschnitt Berlin-Tiergarten“. Hierbei erreichte er den Rang eines Polizeioberwachtmeisters der Reserve. 1939 war er noch Mitglied im Reichsluftschutzbund und NSRB.

## Einsatz in Polen
Mit Beginn des Zweiten Weltkrieges nahm er am Überfall auf Polen teil. 1940 wurde er auf Antrag des Gouverneurs von Warschau Ludwig Fischer aus der Schutzpolizei entlassen und an die Zivilverwaltung abgegeben. Ab dem 15. Februar 1940 übernahm er die Leitung der Kennkartenstelle bei der Stadthauptmannschaft Warschau unter Stadthauptmann Ludwig Leist.
Danach wurde er ab dem 1. Juni 1940 zum „Referenten für die deutsche Volksgruppe“ und zum „Leiter der Unterabteilung Bevölkerungswesen und Fürsorge“ in der „Abteilung innere Verwaltung“ im Amt des Chefs des Distrikts Warschau ernannt.
Am 24. Mai 1941 erschien in der Krakauer Zeitung eine Bekanntmachung des Warschauer Gouverneurs Ludwig Fischer mit folgendem Wortlaut:
„Verwaltungsanordnung über den Kommissar für den jüdischen Wohnbezirk in Warschau vom 14. Mai 1941 – 1. Auf Grund des § 1 der Verordnung für den jüdischen Wohnbezirk in Warschau vom 19. April 1941 (VBIGG S. 21) setze ich als Kommissar für den jüdischen Wohnbezirk in Warschau Rechtsanwalt Auerswald ein. - … - 3. Diese Anordnung tritt am 15. Mai 1941 in Kraft.“
Diese Funktion übte Auerswald auch nach der Räumung des Warschauer Ghettos im Juli 1942 aus. Sein Vertreter im Amt war Franz Grassler.
Er verschickte am gleichen Tag ein Rundschreiben mit dem Inhalt, es würden zukünftig eine Menge Maßnahmen durchgeführt, die den Jüdischen Wohnbezirk effektiver von der Außenwelt abschneiden und den Personen- und Warenverkehr deutlicher unterbinden würden.
Nicht urkundlich belegbar, aber durch Aussagen des Historikers Hilel Seidman und von  Marcel Reich-Ranicki bestätigt nahm Auerswald vom Judenrat des Warschauer Ghettos (namentlich Ingenieur Adam Czerniaków)  „Geschenke für Erleichterungen“ an (goldene Uhren usw.).
Nach Aussage des polnischen Serologen Ludwik Hirszfeld war Auerswald im Umgang höflich, aber in der Handlungsweise brutal. Auf Bestreben Auerswalds soll eine Verordnung für das Warschauer Ghetto erlassen worden sein, die für jüdische Bürger die Todesstrafe für das Verlassen des Ghettos verhängte.
Am 17. November 1941 ließ Auerswald in Warschau einen von ihm unterzeichneten Aushang anschlagen, dass mit dem Urteil vom Sondergericht Warschau vom 12. November 1941 die Juden Motek Fiszbaum, Rywka Kligerman, Fagga Margules, Sala Pastejn, Dwojra Rosenberg, Josef Pajkus, Chana Zjadewach und Luba Gac zum Tode verurteilt und dieses am 17. November vollstreckt wurde, weil diese die Grenze des Ghettos durch ungerechtfertigtes Verlassen überschritten hatten. Das Urteil über zwei Männer und sechs Frauen verbreitete in Warschau wegen seiner Brutalität großen Schrecken unter der Bevölkerung.
Nach Beginn der Räumung des Warschauer Ghettos im Juni 1942, noch vor dem Aufstand im Warschauer Ghetto 1943, wurde Auerswald Mitte November 1942 als Kreishauptmann in Ostrowo eingesetzt, wo er Karl Valentin ersetzen musste, der wegen Korruption vor dem Sondergericht Warschau angeklagt wurde. Bereits Mitte Januar 1943 wurde Auerswald von Martin Lenz abgelöst und zur Wehrmacht eingezogen.

## Nach Kriegsende
Nach Kriegsende war Auerswald als Rechtsanwalt in Düsseldorf tätig. Das bei der Staatsanwaltschaft Dortmund eingeleitete Ermittlungsverfahren wegen der Beteiligung an den NS-Verbrechen im besetzten Polen hat sich später „durch Tod erledigt“.

## Notizen
Der Historiker und Chronist des Warschauer Ghettos, Emanuel Ringelblum, legt über Heinz Auerswald folgende Notizen an:
- 22. November 1941: „Ein Gesetz, welches in Vorbereitung ist, das Juden das Überschreiten der Ghettogrenzen unter Todesstrafe verbietet, sei auf den Vorschlag Auerswalds zurückzuführen.“
- 1.–10. November 1941: „Kommissar Auerswald möchte, dass ein Todesurteil an Juden nur von den Juden selbst vollstreckt wird.“
- Mai 1942: „Auerswald sprach Zigeuner grundsätzlich nur mit dem Ausdruck ‚Zigeuner-Jude‘ an.“